# 金崎車站
金崎車站（日语：／ Kanegasaki eki */?）是由東日本旅客鐵道（JR東日本）所經營的鐵路車站，位於日本岩手縣膽澤郡金崎町（金ケ崎町）西根杉土手。本站是JR東北本線沿線的車站，也是所在地金崎町的主車站，管轄上位於JR東日本盛岡支社的範圍內，是由JR東日本委託由子公司Jaster（ジャスター）代為經營的業務委託車站，由水澤車站管理。
位於福井縣敦賀市、日本貨物鐵道（JR貨物）北陸本線貨物支線上的敦賀港車站，由於所在的行政區劃也同樣名為「金崎町」（但寫法與此處的岩手縣有點不同），因此在1919年改為現名之前，曾一度同樣名為「金崎」（金ヶ崎）。

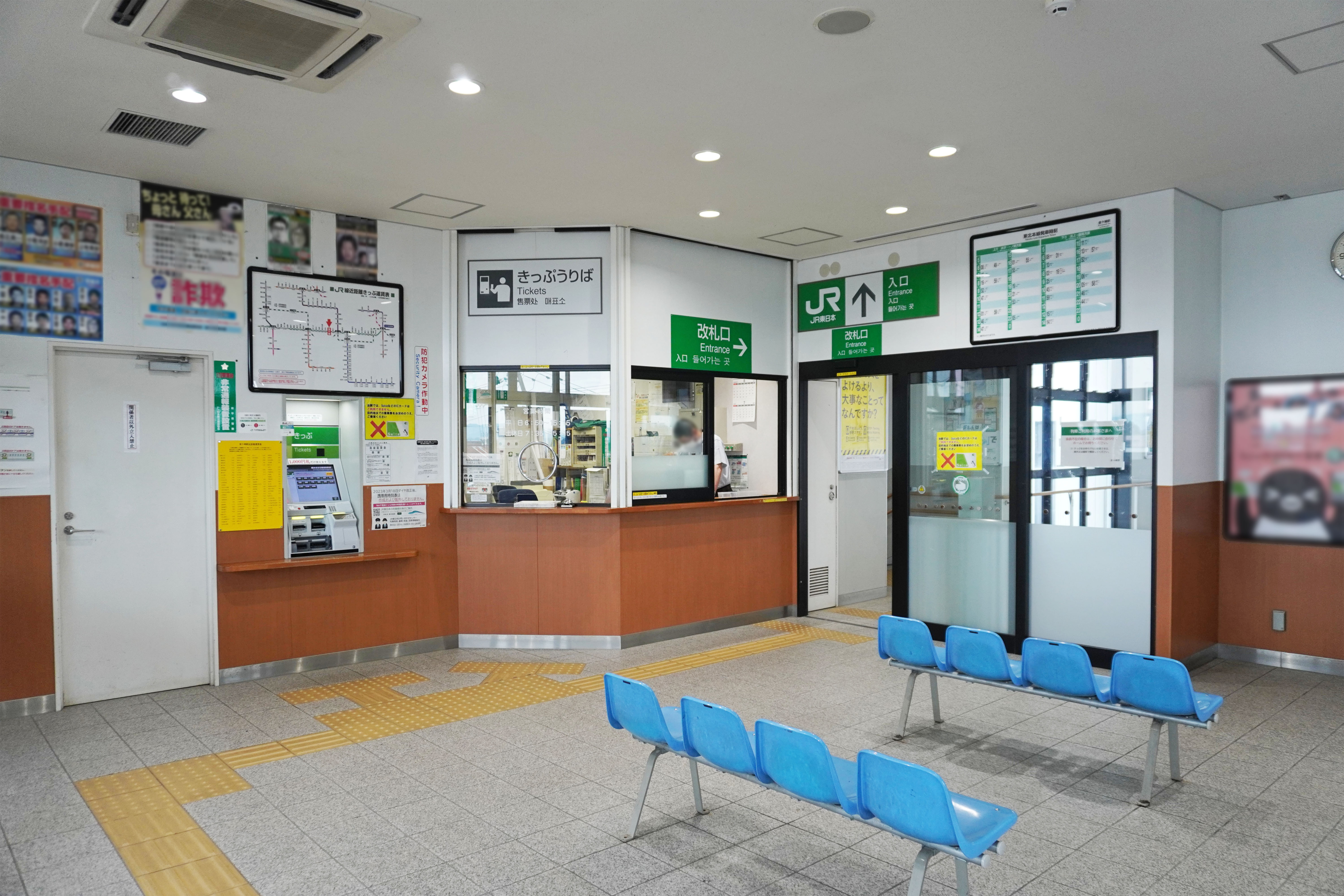
驗票口（2023年6月）

## 車站結構

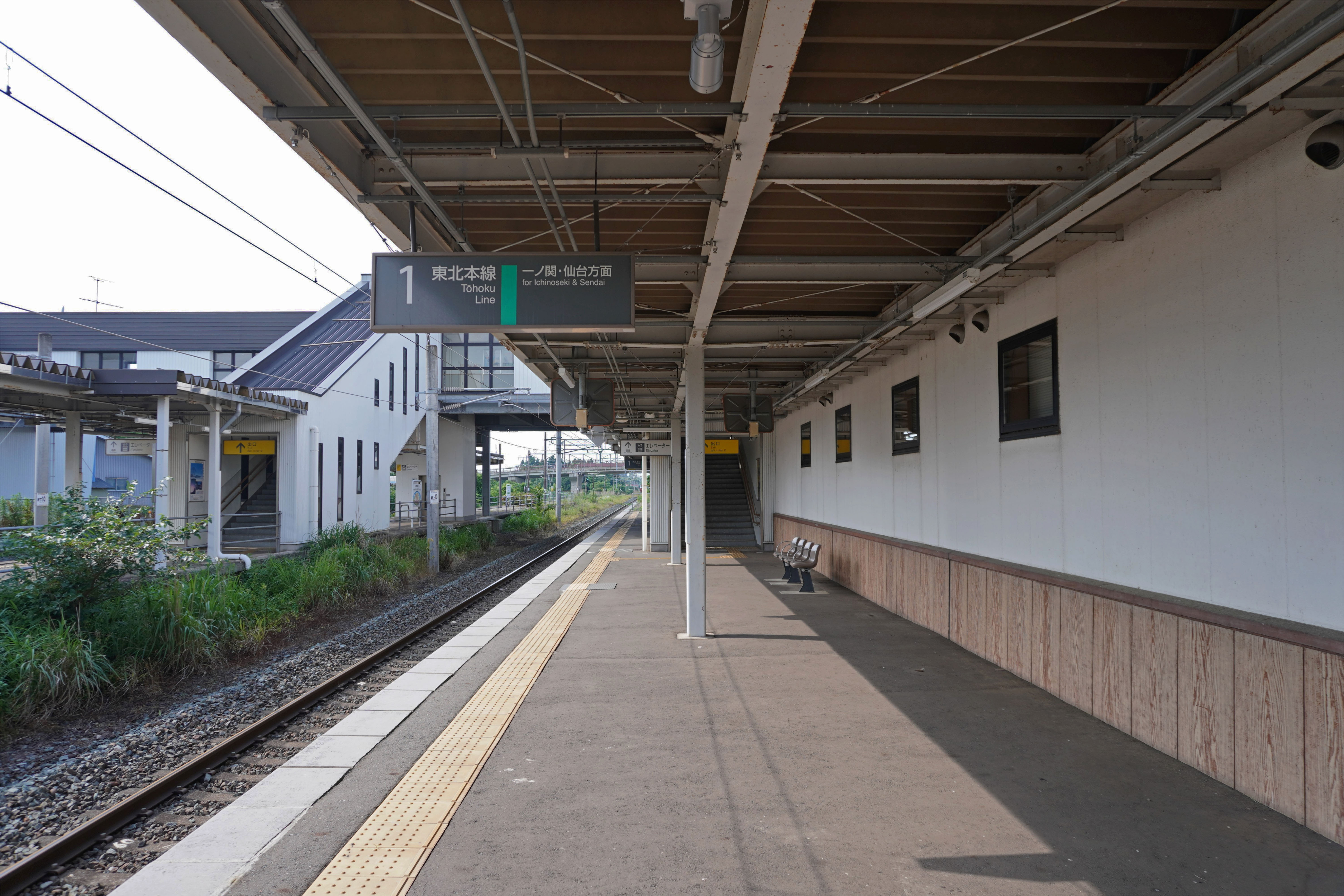
1號月台（2023年6月）

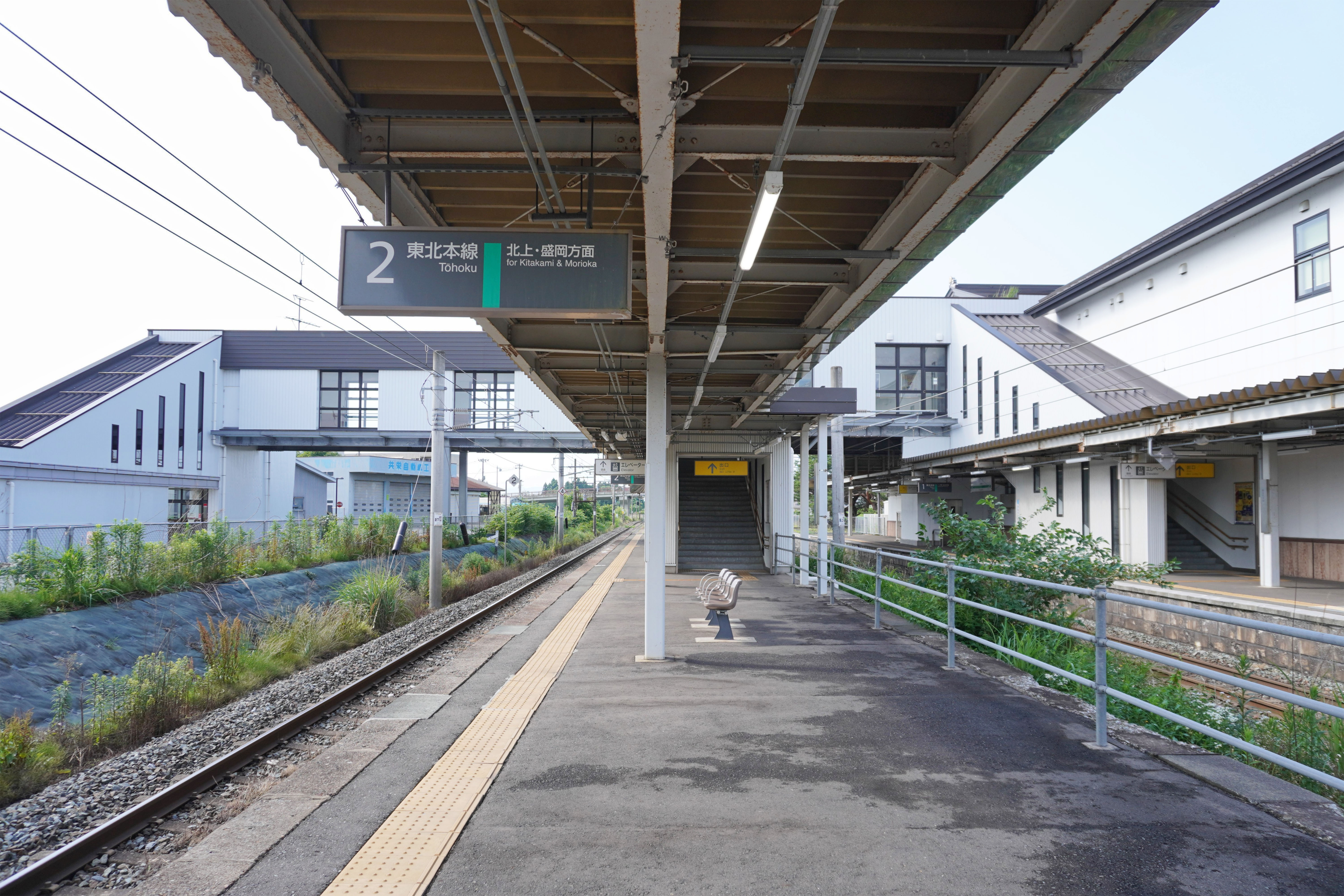
2號月台（2023年6月）

本站為對向式月台2面2線的地面車站，設有跨站式站房。起初為2面3線，後來撤去舊2號月台，現在形同虛設。

### 月台配置
| 月台 | 路線      | 方向 | 目的地           |
| ---- | --------- | ---- | ---------------- |
| 1    | ■東北本線 | 上行 | 一之關、仙台方向 |
| 2    | ■東北本線 | 下行 | 北上、盛岡方向   |

## 相鄰車站
東日本旅客鐵道
■東北本線
□快速「阿弖流為」
通過
■普通
水澤－金崎－六原

## 外部連結
- （日語）金崎車站（JR東日本） （页面存档备份，存于）